# Ørjan Nyland
Ørjan Nyland (Volda, 10 de septiembre de 1990) es un futbolista noruego. Juega de portero en el Sevilla Fútbol Club de la Primera División de España.

## Trayectoria
En su juventud compaginó varios deportes entre los que se encontraban el balonmano, el esquí alpino y el fútbol. Sus primeros clubes fueron el Mork IL y el Volda TI antes de fichar por el IL Hødd en 2007. Fue considerado entonces como uno de los porteros más prometedores de Noruega, llegando a entrenar con el Rosenborg, con el Everton F. C. y con el Molde FK.
En 2012 fichó por el Molde FK con el que jugó 61 partidos entre 2012 y 2015. Con el equipo noruego ganó la Copa de Noruega y la Liga de Noruega en 2014, siendo el portero titular del Molde.
En 2015 fichó por el FC Ingolstadt 04 con el que debutó el 23 de agosto de 2015 ante el Borussia Dortmund. En su primera temporada apenas jugó, al igual que en la segunda, en la que su equipo descendió a la 2.Bundesliga.
En agosto de 2018 se hizo oficial su fichaje por el Aston Villa F. C. para las siguientes tres temporadas. Tras cumplir dos años en el equipo, en octubre de 2020 rescindió su contrato.
El 1 de febrero de 2021, tras unos meses sin equipo, firmó con el Norwich City F. C. hasta final de temporada. Al término de la misma no renovó su contrato y quedó libre. En el mes de agosto llegó al AFC Bournemouth firmando un contrato hasta junio de 2022, pero a finales de enero lo rescindió. Siguió jugando en Inglaterra, ya que en marzo se incorporó al Reading F. C. hasta final de campaña. Volvió a quedar libre al expirar su contrato cuando esta terminó y no ser renovado.
En el mes de octubre, tras la lesión de Péter Gulácsi, regresó a Alemania y firmó con el R. B. Leipzig hasta junio de 2023. No renovó al finalizar su contrato y el 20 de agosto se unió al Sevilla F. C. por una temporada. En el tramo final de la misma amplió su vinculación con la entidad sevillista hasta 2026.

## Selección nacional
Nyland ha sido internacional en todas las categorías de la selección de Noruega, debutando con la selección absoluta el 20 de noviembre de 2013 en un partido amistoso contra la selección de Escocia.
En la Eurocopa Sub-21 2013 llegó a semifinales con su selección, donde perdió con la selección sub-21 de España por (3-0), siendo elegido Nyland como uno de los mejores porteros del torneo junto a Francesco Bardi y a David de Gea.

## Estadísticas
Actualizado al último partido disputado el 3 de octubre de 2023.
| Club                           | Div.          | Temporada     | Liga  | Liga  | Copas nacionales | Copas nacionales | Copas europeas | Copas europeas | Total | Total |
| Club                           | Div.          | Temporada     | Part. | Goles | Part.            | Goles            | Part.          | Goles          | Part. | Goles |
| ------------------------------ | ------------- | ------------- | ----- | ----- | ---------------- | ---------------- | -------------- | -------------- | ----- | ----- |
| IL Hødd · Noruega              | 2.ª           | 2011          | 28    | 0     | 3                | 0                | -              | -              | 31    | 0     |
| IL Hødd · Noruega              | 2.ª           | 2012          | 28    | 0     | 7                | 0                | -              | -              | 35    | 0     |
| IL Hødd · Noruega              | Total club    | Total club    | 56    | 0     | 10               | 0                | -              | -              | 66    | 0     |
| Molde FK · Noruega             | 1.ª           | 2013          | 20    | 0     | 6                | 0                | 6              | 0              | 32    | 0     |
| Molde FK · Noruega             | 1.ª           | 2014          | 18    | 0     | 5                | 0                | 4              | 0              | 37    | 0     |
| Molde FK · Noruega             | 1.ª           | 2015          | 13    | 0     | 2                | 0                | -              | -              | 15    | 0     |
| Molde FK · Noruega             | Total club    | Total club    | 61    | 0     | 13               | 0                | 10             | 0              | 84    | 0     |
| F. C. Ingolstadt 04 · Alemania | 1.ª           | 2015-16       | 6     | 0     | 1                | 0                | -              | -              | 7     | 0     |
| F. C. Ingolstadt 04 · Alemania | 1.ª           | 2016-17       | 12    | 0     | 1                | 0                | -              | -              | 13    | 0     |
| F. C. Ingolstadt 04 · Alemania | 2.ª           | 2017-18       | 30    | 0     | 3                | 0                | -              | -              | 33    | 0     |
| F. C. Ingolstadt 04 · Alemania | Total club    | Total club    | 48    | 0     | 5                | 0                | -              | -              | 53    | 0     |
| Aston Villa F. C. Inglaterra   | 2.ª           | 2018-19       | 23    | 0     | 0                | 0                | -              | -              | 23    | 0     |
| Aston Villa F. C. Inglaterra   | 2.ª           | 2019-20       | 10    | 0     | 5                | 0                | -              | -              | 15    | 0     |
| Aston Villa F. C. Inglaterra   | 2.ª           | 2020-21       | 1     | 0     | 1                | 0                | -              | -              | 2     | 0     |
| Aston Villa F. C. Inglaterra   | Total club    | Total club    | 34    | 0     | 6                | 0                | -              | -              | 40    | 0     |
| AFC Bournemouth Inglaterra     | 2.ª           | 2021-22       | 1     | 0     | 2                | 0                | -              | -              | 3     | 0     |
| AFC Bournemouth Inglaterra     | Total club    | Total club    | 1     | 0     | 2                | 0                | -              | -              | 3     | 0     |
| Reading F. C. Inglaterra       | 2.ª           | 2021-22       | 10    | 0     | 0                | 0                | -              | -              | 10    | 0     |
| Reading F. C. Inglaterra       | Total club    | Total club    | 10    | 0     | 0                | 0                | -              | -              | 10    | 0     |
| R. B. Leipzig · Alemania       | 1.ª           | 2022-23       | 2     | 0     | 1                | 0                | 0              | 0              | 3     | 0     |
| R. B. Leipzig · Alemania       | Total club    | Total club    | 2     | 0     | 1                | 0                | 0              | 0              | 3     | 0     |
| Sevilla F. C. · España         | 1.ª           | 2023-24       | 3     | 0     | 0                | 0                | 1              | 0              | 4     | 0     |
| Sevilla F. C. · España         | Total club    | Total club    | 3     | 0     | 0                | 0                | 1              | 0              | 4     | 0     |
| Total carrera                  | Total carrera | Total carrera | 215   | 0     | 37               | 0                | 11             | 0              | 263   | 0     |

## Palmarés

### Títulos nacionales
| Título           | Club               | País       | Año  |
| ---------------- | ------------------ | ---------- | ---- |
| Copa de Noruega  | IL Hødd            | Noruega    | 2012 |
| Copa de Noruega  | Molde FK           | Noruega    | 2013 |
| Copa de Noruega  | Molde FK           | Noruega    | 2014 |
| Eliteserien      | Molde FK           | Noruega    | 2014 |
| EFL Championship | Norwich City F. C. | Inglaterra | 2021 |
| Copa de Alemania | R. B. Leipzig      | Alemania   | 2023 |